# Carnavalazo
Le Carnavalazo est un coup d'État mené en Équateur par les forces armées du pays, sous les ordres de Guillermo Rodríguez Lara. Il réussit à renverser le gouvernement de José María Velasco Ibarra le 15 février 1972, mettant fin à la dernière présidence velasquiste. Le nom de Carnavalazo fait référence au carnaval célébré le même jour.

## Contexte politique
Lors des élections générales d'août 1968, José María Velasco Ibarra est élu démocratiquement pour un cinquième mandat en tant que président de l'Équateur, qui doit durer de 1968 à 1972. Cette ère démocratique ne dure pas longtemps car il met en place une dictature civile soutenue par les militaires à partir de 1970, accumulant tous les pouvoirs et emprisonnant ses adversaires.  
Une tentative de Coup d'État ayant pour but de mettre fin au pouvoir autoritaire échoue en 1971, menant à un durcissement du régime. Le président nomme Guillermo Rodríguez Lara, surnommé Bombita, comme nouveau commandant des forces armées. La même année, le président Velasco promulgue une loi sur les hydrocarbures qui rétablit la souveraineté équatorienne sur ses réserves de pétrole. 
Au début de la crise politique, le président promet de nouvelles élections en juin 1972, à la fin de son mandat. Le maire de Guayaquil et leader de la Concentration des forces populaires, Assad Bucaram, est candidat et en bonne position pour remporter le scrutin. 
L'année 1972 commence pacifiquement : Velasco et le chef des forces armées Bombita célèbrent la nouvelle année avec un toast. Des débats nationaux ont lieu à propos de deux sujets : la possible victoire d'Assad Bucaram aux élections et l'avenir des réserves de pétrole du pays. C'est ce qui pousse Rodríguez à planifier un putsch : il ne peut admettre que les réserves de pétrole du pays soient contrôlées par un candidat issu du système politique traditionnel. 

## Déroulement et conséquences
Rapidement, en février 1972, le plan pour renverser Velasco pendant le carnaval circule au sein de l'armée. Il doit avoir lieu le 15 février, le jour du carnaval. Cette nuit-là, un coup d'État militaire sans effusion de sang permet à l'armée de prendre le pouvoir et Guillermo Rodríguez Lara devient président. Cela surprend Velasco à Quito, qui se rend à Guayaquil pour dénoncer cette action dans une allocution télévisée. Il est arrêté par des officiers de la marine puis déporté au Panama le lendemain. Après le coup d'État, trois chefs de la junte nomment comme nouveau régime le Gouvernement révolutionnaire nationaliste qui est proclamé par ces derniers ; c'est le début de la dictature militaire de l'Équateur, qui ne prendra fin qu'en août 1979. 
L'enjeu du pétrole est rapidement pris en main par la junte, qui fait entrer l'Équateur dans l'Organisation des pays exportateurs de pétrole et crée Petroecuador, compagnie pétrolière nationale assurant la production de 250 000 barils par jour. Le coup d'État est ainsi le point de départ de l'industrie pétrolière équatorienne. 